# Баликти (Тюлькубаський район)
Баликти́ (каз. Балықты) — село у складі Тюлькубаського району Туркестанської області Казахстану. Адміністративний центр Баликтинського сільського округу.
У радянські часи село називалось Баликші.
Населення — 5018 осіб (2021; 4837 у 2009, 4037 у 1999, 5101 у 1989).